# エレン・テリー
エレン・テリー（Dame Ellen Alice Terry、女性、1847年2月27日 - 1928年6月21日）は、イギリスの舞台女優。Dameの称号を受けた。

## 来歴
演劇一家の生まれで、イギリス演劇を代表する女優のひとり。シェイクスピア劇上演史においても重要な位置を占める。演出家ゴードン・クレーグの母。クレーグは後に舞踊家イサドラ・ダンカンと愛人関係になった。自伝がある。
16歳の時にジュリア・マーガレット・カメロンによって撮影された肖像写真は写真史上、有名である。
大甥（姉の孫）に、1981年にアカデミー助演男優賞を受賞したジョン・ギールグッドがいる。